# 楢原パーキングエリア
楢原パーキングエリア（ならはらパーキングエリア）は、岡山県美作市の中国自動車道上にあるパーキングエリア。
上り線は美作市楢原上、下り線は美作市平福にある。

## 道路
- E2A 中国自動車道

## 歴史
- 2006年8月12日 : 下り線に災害対応型自動販売機を設置。
- 2006年9月1日 : 上り線に災害対応型自動販売機を設置。

## 施設

### 上り線（大阪方面）
- 駐車場
  - 大型5台
  - 小型14台
  - 二輪4台
- トイレ
  - 男性　大2（和式0・洋式2）・小5
  - 女性　5（和式1・洋式4）
  - 車椅子用　1
- 自動販売機（災害対応型自動販売機）

### 下り線（広島方面）
- 駐車場
  - 大型5台
  - 小型14台
  - 二輪4台
- トイレ
  - 男性　大2（和式0・洋式2）・小5
  - 女性　5（和式1・洋式4）
  - 車椅子用　1
- 自動販売機（災害対応型自動販売機）

## 隣
E2A 中国自動車道
(11-1)作東IC - (BS)作東BS - (PA)楢原PA - (12)美作IC/BS